# سان کارلو آله کواترو فونتانه
کلیسای سنت چارلز در چهار چشمه* (به ایتالیایی: Chiesa di San Carlo alle Quattro Fontane) همچنین به نام سان کارلینو، یک کلیسای کاتولیک در رم پایتخت ایتالیا است که توسط فرانچسکو برومینی طراحی شده است. این طراحی که اولین کار مستقل او بود یک شاهکار نمادین از معماری سبک باروک به حساب می‌آید که به عنوان بخشی از مجموعه ساختمان‌های صومعه در تپه کوئیرینال برای فرقه تثلیثی اسپانیایی به منظور آزاد کردن بردگان مسیحی می‌باشد. برومینی حکم طراحی این کلیسا را در سال ۱۶۳۴ تحت حمایت کاردینال فرانچسکو باربرینی که در آن حوالی می‌زیست دریافت کرد. با این حال، این آخرین پشتیبانی مالی نبود و پس از آن پروژه ساختمان با مشکلات مالی مختلفی روبرو شد. این کلیسا یکی از حداقل سه کلیسایی است که در رم به سان کارلو اختصاص داده شده است شامل سان کارلو آی کاتینار و سان کارلو آل کُرسو.

## تاریخچه
در ابتدا ساخت ساختمان صومعه و راهروها به اتمام رسید و پس از آن ساخت و ساز کلیسا طی سال‌های ۱۶۳۸ تا ۱۶۴۱ انجام گرفت و در سال ۱۶۴۶ به سنت چارلز برومئو اختصاص داده شد. اگرچه ایده نمای مارپیچی باید نسبتاً در اوایل طراحی به ذهن برومینی رسیده باشد (احتمالاً در اواسط دهه ۳۰ قرن هفدهم) ولی تنها در اواخر زندگی او بود که این نما ساخته شد و حتی قسمت فوقانی آن پس از مرگ او به اتمام رسید.
محلی که برای ساخت کلیسای جدید و صومعه آن در نظر گرفته شده بود در گوشه جنوب غربی کواترو فونتانه که به چشمه‌های چهار گوشه مورب در تقاطع دو جاده پیا و فلیس اشاره می‌کند قرار دارد. بعدها کلیسای بیضی شکل برنینی به نام سانت آندره آل کوئریناله در جاده پیا ساخته شد.

## طراحی

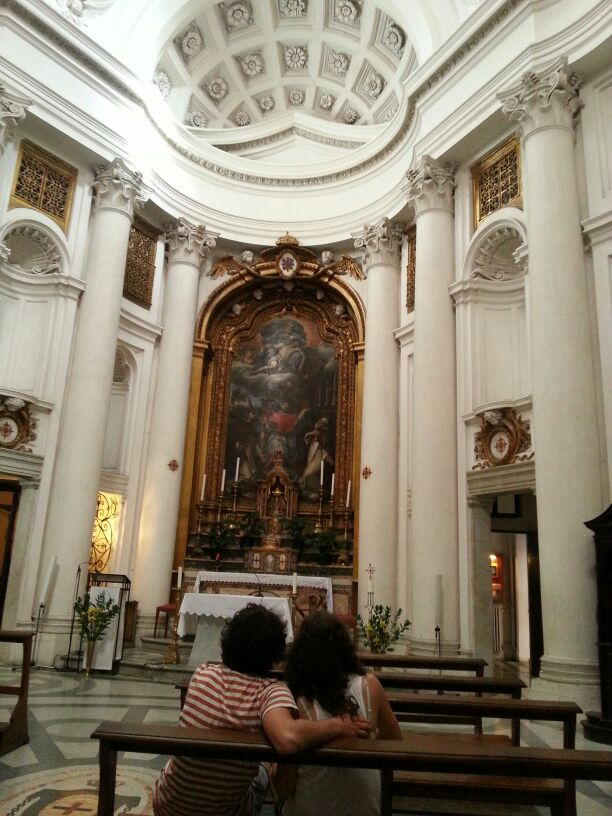
نمایی درونی از کلیسای سان کارلو سبک باروک

### نمای بیرونی

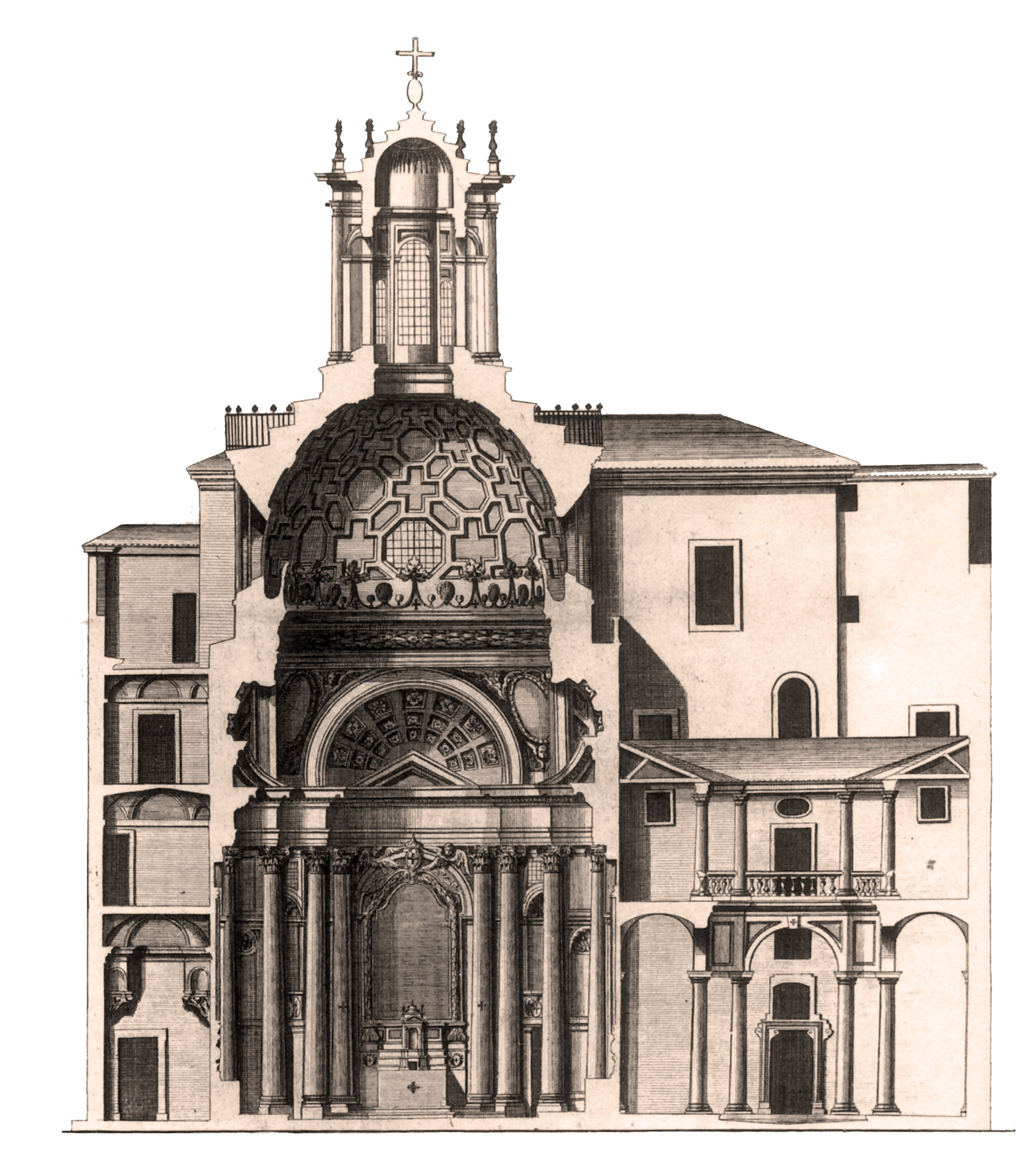
بخشی از سان کارلو اله کواترو فونتانه، حدود ۱۷۳۰

نمای مقعر-محدب سان کارلو به یک روش غیر کلاسیک موج‌دار ساخته‌شد. ستون بلندی که به سبک کرنتین سنگ‌بری شده است و روی پاسنگ قرار دارد پیشانی (قسمتی از سر ستون که شامل کتیبه و گلویی است) اصلی را تحمل می‌کند؛ این شامل چهارچوب اصلی دو طبقه و بخشی از اتاق می‌باشد. در بین ستون‌ها ستون‌های کوچک با پیشانی منحصر به فرد خود در پشت ستون‌های اصلی به صورت مارپیچ قرار دارند. این ستون‌ها هر یک به نوبه خود قاب، پنجره، مجسمه‌های گوناگون به عنوان در اصلی، بیضی‌های کوچک مرکزی به ترتیب افزایش شعاع و قاب مدال بیضی شکل که توسط فرشتگان در هوا نگه داشته شده است را نگه می‌دارند. در بالای ورودی اصلی، قاب چِرُبین هرمس، چهره شناخته‌شده سنت چارلز برومئو ساخته شده توسط آنتونی راجی و در طرف دیگر چهره سنت جؤن آف مسا و سنت فلیمس آف ولویس کشافان علامت تثلیث قرار دارد.
نقشه و این بخش نشان می‌دهد که کلیسا در مکانی تنگ و دشوار ساخته شده است. کلیسا و صومعه سر نبش کنار یک دیگر و روبروی خیابان پیا قرار دارند. برخلاف اینکه برومینی قصد ساخت یک باغ را داشت، ساختمان‌های صومعه در آن مکان طراحی شدند.